# Leslie Brown
Leslie Gordon Brown (27 novembre 1936 – 30 gennaio 2021) è stato un calciatore inglese, di ruolo centrocampista.

## Carriera

### Club
Dopo aver giocato per molti anni nei semiprofessionisti del Dulwich Hamlet nel novembre del 1961 si trasferisce al Wimbledon FC, dove rimane fino al termine della stagione 1964-1965 giocando in Isthmian League (campionato che vince per 3 volte), che all'epoca era insieme alla Southern Football League una delle principali leghe calcistiche inglesi al di fuori della Football League; durante la sua permanenza con i Dons realizza 89 reti in 169 presenze e vince anche una FA Amateur Cup.

### Nazionale
Venne convocato nella nazionale britannica ai Giochi Olimpici del 1960, nei quali ha giocato 3 partite.

## Palmarès

### Club

#### Competizioni nazionali
- Isthmian League: 3

Wimbledon FC: 1961–1962, 1962–1963, 1963–1964
- FA Amateur Cup: 1

Wimbledon FC: 1962-1963